# بين فيلدمان
بين فيلدمان (بالإنجليزية: Ben Feldman)‏ (و. 1980 – م) هو ممثل، وممثل مسرحي، وممثل تلفزيوني، من الولايات المتحدة الأمريكية، ولد في واشنطن العاصمة.

## التعليم
تعلم في كلية أثيكا ‏.

## وصلات خارجية
- بين فيلدمان على موقع IMDb (الإنجليزية)
- بين فيلدمان على موقع ألو سيني (الفرنسية)
- بين فيلدمان على موقع أول موفي (الإنجليزية)
- بين فيلدمان على موقع قاعدة بيانات برودواي على الإنترنت (الإنجليزية)
- بين فيلدمان على موقع قاعدة بيانات الأفلام السويدية (السويدية)
- بين فيلدمان على موقع إن إن دي بي (الإنجليزية)
- بين فيلدمان على موقع قاعدة بيانات الفيلم (الإنجليزية)
- بين فيلدمان على موقع كينوبويسك (الروسية)